# Paljassaare tee
La rue de Paljassaare (en estonien : Paljassaare tee) est une rue de la péninsule de Paljassaare à Tallinn en Estonie,,,.

## Présentation
Longue de 4 071 mètres, la  rue traverse quartiers de Karjamaa et Paljassaare de l'arrondissement de Tallinn-Nord.
La rue part de l'intersection des rues Tööstuse tänav et Sitsi tänav, elle passe à côté des ports de fret et bifurque près de la plage de Paljassaare (Pikakari).
La rue se termine dans une impasse près du phare de Katariina.
La partie de la rue qui tourne à gauche mène à la tour d'observation Plavna de la réserve ornithologique de Paljassaare et se termine dans une impasse à la pointe de la péninsule de Paljassaare.

## Bâtiments de la rue
La rue comprend principalement des bâtiments industriels, portuaires et de bureaux, des entrepôts, des ateliers et des chaufferies. Plusieurs immeubles d'habitation en bois à un ou deux étages ont survécu.
- Paljassaare tee 14A - Port de Lahesuu[5] ;
- Paljassaare tee 28 - Port de Paljassaare[6] ;
- Paljassaare tee 30 - Usine de transformation de poisson[7] ;
- Paljassaare tee 36 - École maritime de Reval (et)[8],[9] ;
- Paljassaare tee 85 - Refuge pour animaux de compagnie[10].

## Transports
Paljassaare tee est desservie par les lignes de bus n° 26, 26А et 59.

## Galerie

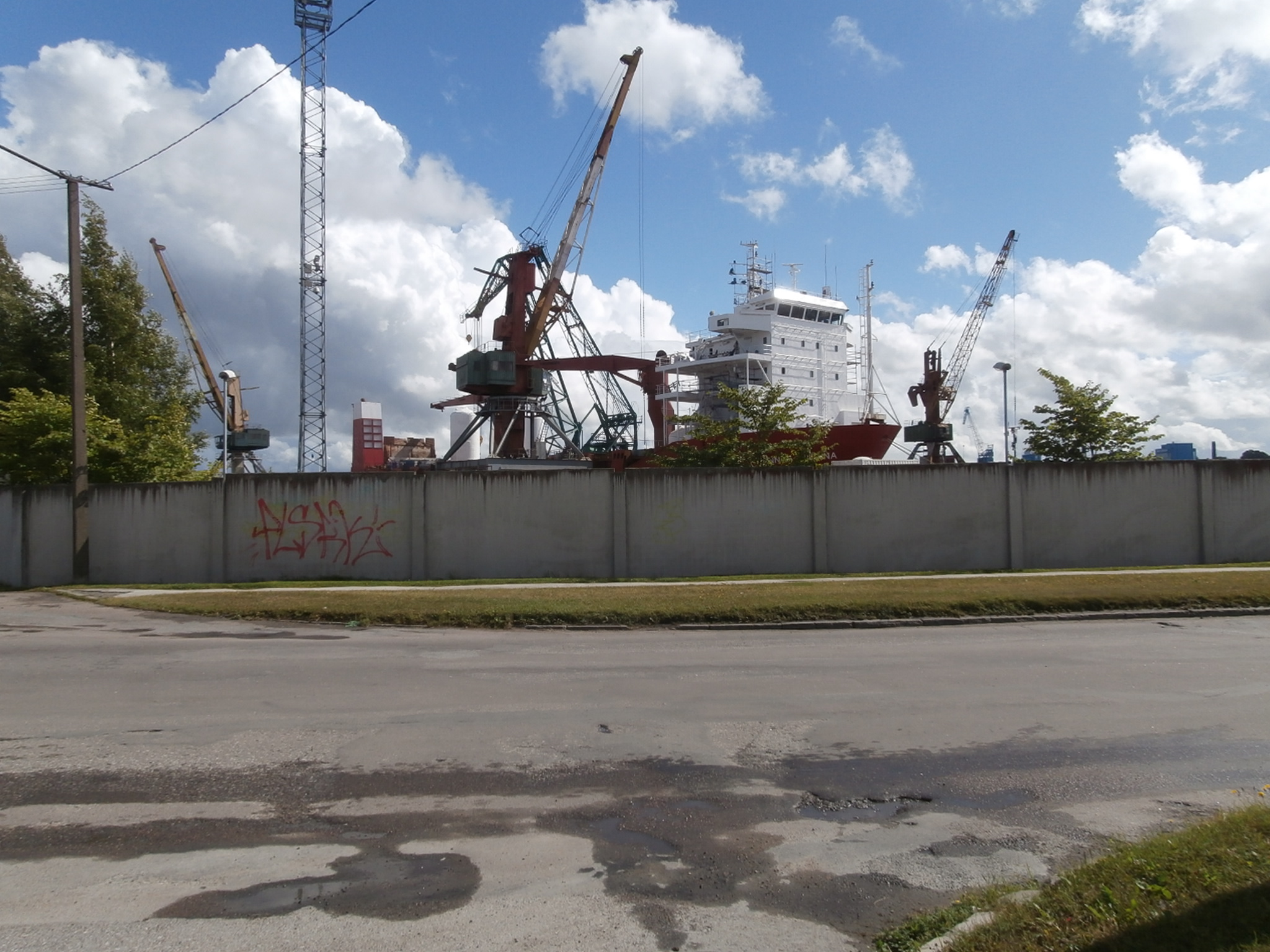
Port de Paljassaare.
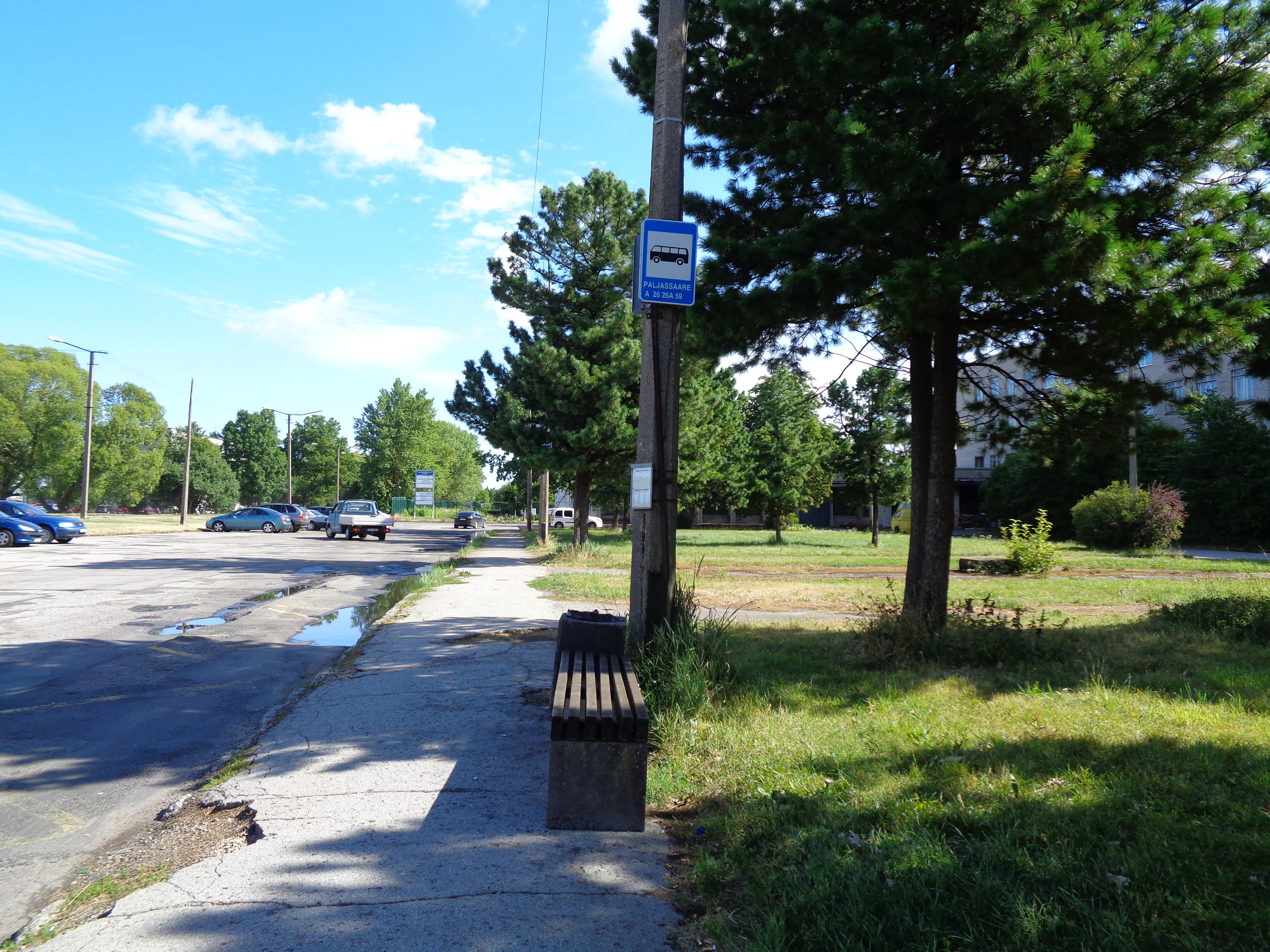
Paljassaare tee.
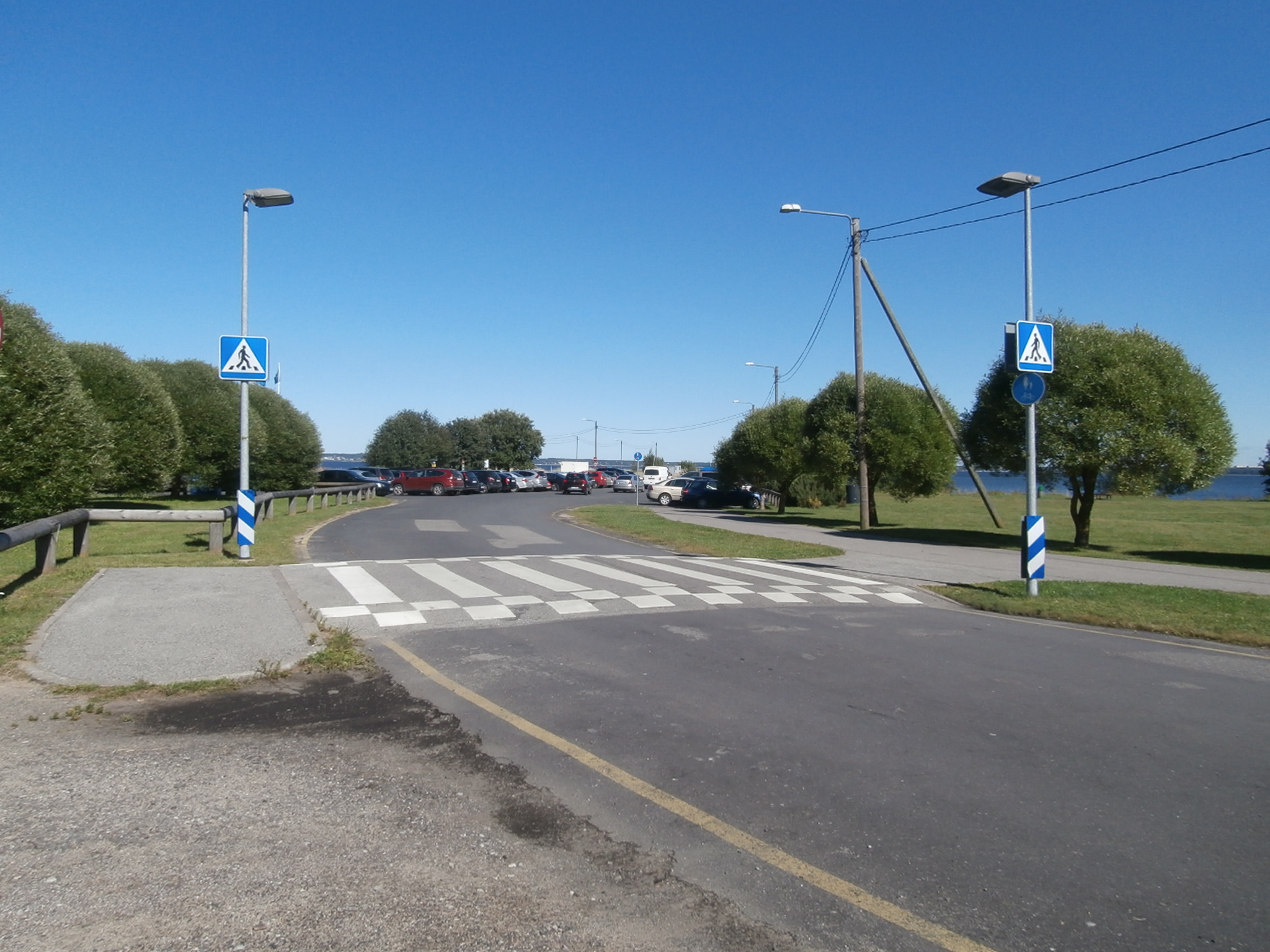
Paljassaare tee.
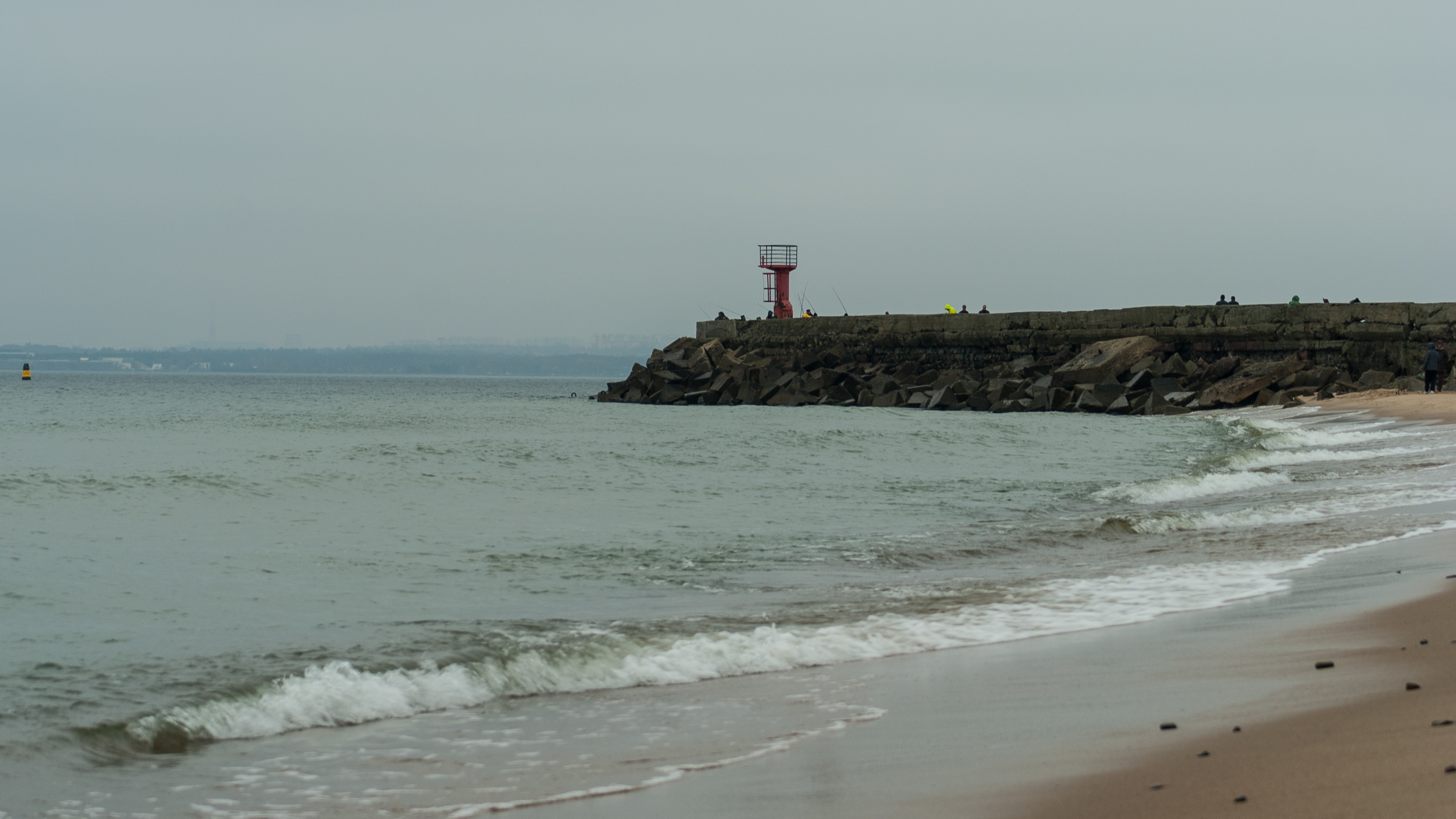
Quai de Katariina.